# Шараповка (Белгородская область)
Шараповка — село в Новооскольском районе Белгородской области, центр Шараповского сельского поселения. Село находится к востоку от райцентра в 13 километрах.

## История
Во второй половине 1600-х годов появились первые постройки в долине двух речек, которые за прозрачные воды именовали Беленькими. Селение поначалу звали Беленьким, пока здешние земли не были пожалованы за заслуги в Крымской кампании генералу Шарапову. Беленькое стало Шараповкой.
В 1865 году был построен Свято-Троицкий храм.
В 1890 году в слободе Шараповка Пригородней волости Ново-Оскольского уезда было 1035 жителей.
Со времени создания Новооскольского района (в 1928 году) слобода Шараповка — центр сельского Совета, в который вошли также 2 хутора и 3 выселка.
В 1997 году Шараповка (391 личное хозяйство, 1038 жителей) — центр Шараповского сельского округа (3 села и хутор) в Новооскольском районе Белгородской области.

## Известные уроженцы
- Рудавин, Николай Викторович - Герой Социалистического Труда (1966)

## Население
В 1932 году в Шараповке было 1400 жителей; в 1979 году в селе — 1112, в 1989 году — 1048 жителей.
| 2002 | 2010 |
| ---- | ---- |
| 1008 | ↘907 |